# Titularbistum Zeugma in Syria
Zeugma in Syria (ital.: Zeugma di Siria) ist ein Titularbistum der römisch-katholischen Kirche.
Es geht zurück auf einen untergegangenen Bischofssitz in der antiken Stadt Zeugma, die in der römischen Provinz Syria Coele bzw. in der Spätantike Syria Euphratensis lag. Der Bischofssitz war der Kirchenprovinz Hierapolis Bambyke zugeordnet.
| Titularbischöfe von Zeugma in Syria |                                           |                                                                                               |                   |                    |
| Nr.                                 | Name                                      | Amt                                                                                           | von               | bis                |
| 1                                   | John Murphy Farley                        | Weihbischof in New York (USA)                                                                 | 18. November 1895 | 15. September 1902 |
| 2                                   | Libert Hubert John Louis Boeynaems SS.CC. | Apostolischer Vikar der Sandwichinseln (USA)                                                  | 8. April 1903     | 13. Mai 1926       |
| 3                                   | Pierre-Sylvain Valentin MEP               | Apostolischer Koadjutorvikar von Tatsienlu Apostolischer Vikar von Tatsienlu (Republik China) | 16. November 1926 | 11. April 1946     |
| 4                                   | John Joseph McEleney SJ                   | Apostolischer Vikar von Jamaika (Jamaika)                                                     | 3. Februar 1950   | 29. Februar 1956   |
| 5                                   | Joseph Michael Schmondiuk                 | Weihbischof in Philadelphia (USA)                                                             | 20. Juli 1956     | 14. August 1961    |
| 6                                   | Dionisio Borra                            | emeritierter Bischof von Fossano (Italien)                                                    | 2. September 1963 | 7. Januar 1972     |
| 7                                   | Iwannis Louis Awad                        | Apostolischer Vikar von Venezuela (Venezuela)                                                 | 17. Mai 2003      | 18. November 2020  |